# Du kan gøre hvad du vil (sang)
 For alternative betydninger, se Du Kan Gøre Hvad Du Vil.
"Du Kan Gøre Hvad Du Vil" er den danske popsanger Christian Brøns' debutsingle fra 2001. Sangen blev Brøns' gennembrud efter han havde forladt realityprogrammet Big Brother 2001, og toppede den danske hitliste i mange uger. Den modtog desuden flere musikpriser.
Sangen er en coverversion af Patrik Isakssons sang "Du får göra som du vill". Den blev samplet på nummeret "Hey Jimmy" der blev udgivet på den danske rapper Ankerstjernes andet album, For os, i 2015.
I 2016 udgav Peter Belli albummet Som boblerne i bækken, som indeholder en coverversion af "Du kan gøre hvad du vil".

## Modtagelse
"Du Kan Gøre Hvad Du Vil" lå sammenlagt 15 uger som nummer 1 på Hitlistens Track Top-40, ud af de i alt 23 uger den lå på listen. Dette var en ny rekord for et dansk nummer.
Ved prisuddelingen P3 Guld modtog sangen "Årets lytterhit" der var stemte af radiostationens lyttere frem for den jury, som uddeler de øvrige priser. Ved GAFFA-prisen dette år fik nummeret prisen for "Årets Danske Single". Ved Danish Music Awards i 2002 blev "Du Kan Gøre Hvad Du Vil" nomineret til "Årets danske hit", der dog gik til Safri Duos "Played-A-Live (The Bongo Song)".